# Commissario prefettizio
Il commissario prefettizio, nell'ordinamento giuridico italiano, è l'organo monocratico di amministrazione straordinaria del comune. Nelle regioni autonome viene denominato "commissario straordinario".

## Disciplina normativa
È previsto dall'art. 141 del decreto legislativo 18 agosto 2000, n. 267 (Testo unico delle leggi sull'ordinamento degli enti locali). Tale denominazione non è, peraltro, utilizzata dalla legge, che parla semplicemente di commissario.
In seguito all'approvazione della legge 7 aprile 2014, n. 56, la possibilità di commissariamento di una provincia è ridotta alle province regionali della Sicilia e alle province della Sardegna, ma non avviene a opera di commissari prefettizi ma di commissari straordinari, in virtù delle legislazioni delle regioni e province a statuto speciale, concernenti i commissari regionali.

## Casi di nomina

### Scioglimento del consiglio comunale
Il commissario, di solito un funzionario della carriera prefettizia, è nominato a seguito dello scioglimento del consiglio comunale con lo stesso decreto di scioglimento, adottato dal Presidente della Repubblica su proposta del Ministro dell'interno, in esito ad una procedura avviata dal prefetto competente per territorio. Peraltro, iniziata la procedura ed in attesa del decreto di scioglimento, il prefetto, per motivi di grave e urgente necessità, può sospendere, per un periodo comunque non superiore a novanta giorni, il consiglio e nominare un commissario per la provvisoria amministrazione dell'ente.
Lo scioglimento del consiglio può essere disposto, ai sensi dell'art. 141 del D.Lgs. 267/2000:
- quando abbia compiuto atti contrari alla Costituzione o per gravi e persistenti violazioni di legge, nonché per gravi motivi di ordine pubblico;
- quando non possa essere assicurato il normale funzionamento degli organi e dei servizi per le seguenti cause:
  - impedimento permanente, rimozione, decadenza, decesso del sindaco (in tal caso, tuttavia, non si fa luogo alla nomina del commissario perché al sindaco subentra, fino alle nuove elezioni, il vicesindaco);
  - dimissioni del sindaco;
  - cessazione dalla carica per dimissioni contestuali, ovvero rese anche con atti separati purché contemporaneamente presentati al protocollo dell'ente, della metà più uno dei membri assegnati (non computando a tal fine il sindaco);
  - riduzione del consiglio, per impossibilità di surroga, alla metà dei suoi componenti;
- quando non sia approvato nei termini il bilancio;
- quando l'ente, con più di mille abitanti, sia sprovvisto dei relativi strumenti urbanistici generali e questi non siano adottati entro diciotto mesi dalla data di elezione degli organi (in questo caso, il decreto di scioglimento è adottato su proposta del Ministro dell'interno di concerto con il Ministro delle infrastrutture e dei trasporti).

#### Nelle regioni a statuto speciale
Nelle cinque regioni autonome a statuto speciale viene invece nominato un "Commissario straordinario", in quanto il decreto è firmato dal Presidente della Regione, su istruttoria dell'assessore alle Autonomie locali. Di solito viene scelto per l'incarico un funzionario dell'Amministrazione regionale. Possono esserci anche commissari straordinari per il vertice dell'amministrazione o anche solo per il consiglio.

### Scioglimento per infiltrazioni o condizionamenti mafiosi
Un'altra ipotesi di scioglimento del consiglio (o degli organi di vertice di altri enti locali, come le aziende sanitarie) è prevista dagli articoli 143-146 del D.Lgs. 267/2000, quando emergono elementi concreti, univoci e rilevanti su collegamenti diretti o indiretti degli amministratori locali con la criminalità organizzata o su forme di condizionamento degli amministratori stessi, che compromettono la libera determinazione degli organi elettivi e amministrativi e il buon andamento delle amministrazioni comunali e provinciali, nonché il regolare funzionamento dei servizi alle stesse affidati ovvero che risultano tali da arrecare grave e perdurante pregiudizio per lo stato della sicurezza pubblica. Questo si applica invece anche nelle regioni a statuto speciale.
Prima dello scioglimento viene nominata una commissione d'indagine dal prefetto competente per territorio, che entro tre mesi compie gli accertamenti sull'ente locale. Il prefetto, sentita la commissione provinciale dell'ordine e la sicurezza, relaziona sull'eventuale sussistenza di infiltrazioni o condizionamenti di tipo mafioso al ministero dell'interno. 
Lo scioglimento è disposto con decreto del Presidente della Repubblica, su proposta del Ministro dell'interno, previa deliberazione del Consiglio dei ministri, e la gestione, della durata iniziale di 18 mesi, è assicurata non da un commissario monocratico ma da una commissione straordinaria, composta da tre membri scelti fra funzionari pubblici o magistrati, in servizio o in quiescenza (di solito due provengono dalla carriera prefettizia e uno è dirigente amministrativo dell'Amministrazione civile dell'Interno).

## Funzioni
Il commissario ha il compito di amministrare l'ente fino all'elezione del nuovo consiglio e del nuovo sindaco, da tenersi nel primo turno elettorale utile previsto dalla legge (di solito in primavera). 
Durante il periodo di scioglimento, il commissario esercita le attribuzioni conferitegli con il decreto che lo ha nominato; normalmente unisce in sé tutti i poteri degli organi del comune: sindaco, giunta e consiglio. In virtù di tali poteri può compiere qualunque atto, sia di ordinaria che di straordinaria amministrazione; tuttavia, non dovendo rispondere agli elettori, difficilmente assume decisioni di portata strategica.
Negli enti di maggiori dimensioni il commissario può essere affiancato da uno o più sub-commissari ai quali delega parte delle sue attribuzioni.

## Durata
Il periodo di commissariamento varie per le due ipotesi. Nel primo caso dura fino alla prima tornata utile di elezioni amministrative, mentre nel caso di scioglimento per infiltrazioni mafiose, la durata è da 12 a 18 mesi, prorogabili fino a 24 mesi per casi, e a seguire fino al primo turno elettorale utile, possibile in questo caso anche a novembre-dicembre.